# 이경분
이경분(1984년 4월 26일 ~ )은 대한민국의 희극 배우이다.

## 학력
- 동아방송대학 광고홍보학

## 출연작

### 방송
- 웃찾사 (SBS)
- 코미디쇼 웃으면 복이 와요 (MBC)
- 개그투나잇 (SBS)